# Isoedwardsia curacaoensis
Isoedwardsia curacaoensis är en havsanemonart som beskrevs av Ferdinand Albin Pax 1924. Isoedwardsia curacaoensis ingår i släktet Isoedwardsia och familjen Edwardsiidae. Inga underarter finns listade i Catalogue of Life.